# Marsupio (borsa)

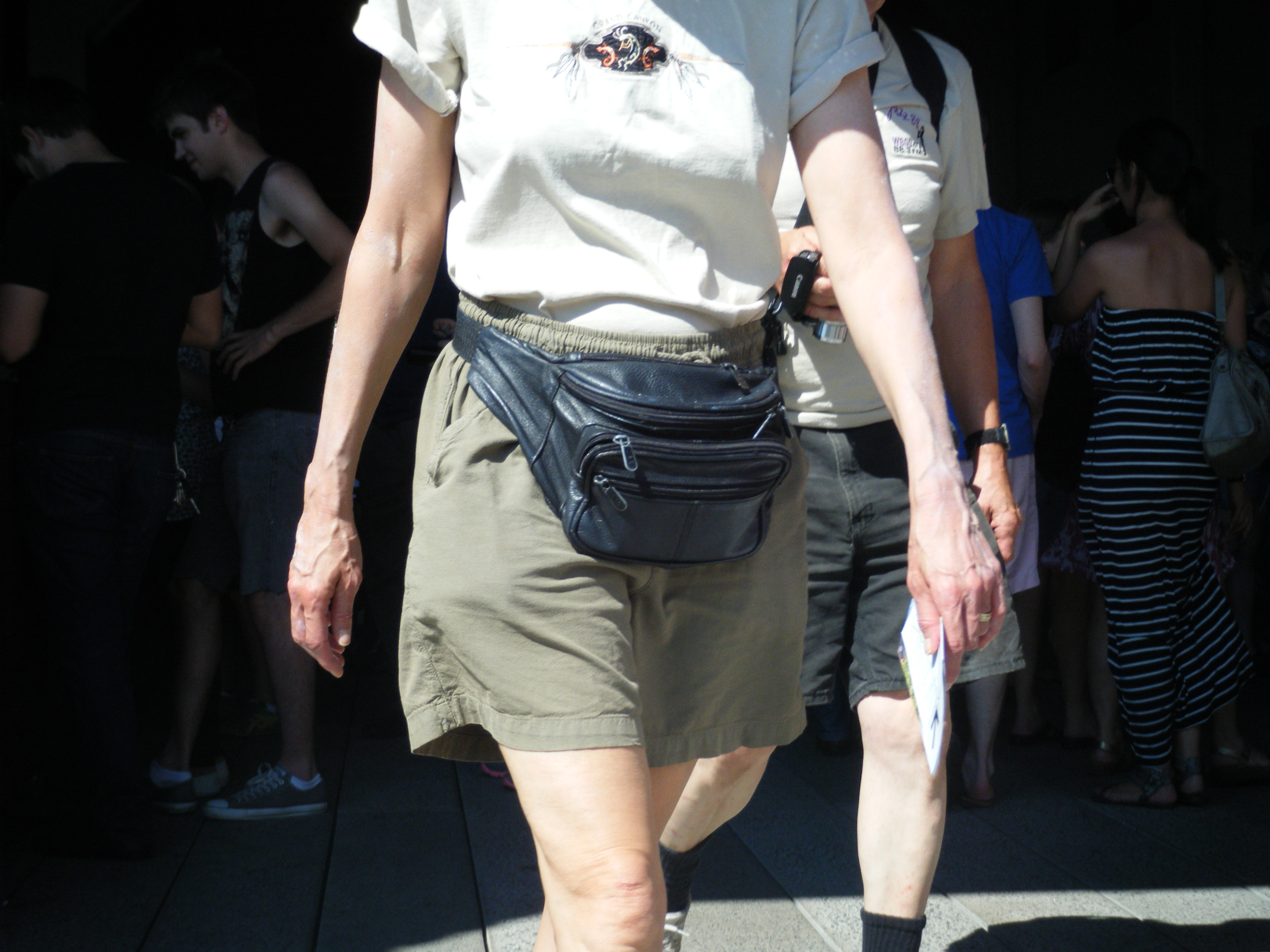
Una donna con un marsupio

Un marsupio è un tipo di borsa di piccole dimensioni che si allaccia intorno alla vita. 

## Etimologia
Il termine "marsupio" proviene, tramite il latino marsupium ("borsa"), dal greco antico μαρσύπιον?, marsúpion, diminutivo di μάρσιππος (mársippos, sempre "borsa").

## Storia

### Antecedenti
L'uomo del Similaun, che visse ne 3300 a.C., venne rinvenuto assieme a una sacca simile al marsupio contemporaneo. I clan scozzesi usavano come parte del loro abbigliamento ufficiale lo sporran (il kilt era sprovvisto di tasche). I nativi americani indossavano un tipo di sacca in pelle di bufalo che, fungendo da sostituto delle tasche cucite nei vestiti, veniva attaccata al polso o portata sulla parte anteriore del petto tramite una tracolla o un cordino. In un dipinto dei fratelli Limbourg del 1416 compare un nobile che porta un astuccio alla vita contenente un pugnale renale.

### Novecento - oggi
Una delle prime pubblicità che promuove un marsupio compare in una guida allo shopping natalizio del 1954 pubblicata da Sports Illustrated. Stando ad alcuni resoconti, fu una vedova australiana di nome Melba Stone a ideare l'accessorio nel 1962 ispirandosi ai marsupi dei canguri. I marsupi ebbero molto successo negli anni ottanta, e venivano usati dagli operai dell'epoca per la loro praticità.
I marsupi sono occasionalmente divenuti oggetti di alta moda.

## Descrizione
È una borsa generalmente di piccole dimensioni, con una o più tasche, spesso chiuse da cerniere lampo; l'allacciamento intorno alla vita ha lo scopo principale di lasciare libere le mani e le spalle. 
Il marsupio è usato frequentemente da sportivi e turisti. Era un accessorio tipico degli anni 1980 e 1990 ed è tornato in voga intorno al 2020, comparendo anche in sfilate d'alta moda per marchi come Gucci e Louis Vuitton.